# Сражение при Дегсастане
Сражение при Дегсастане (англ. Battle of Degsastan) — состоявшееся в 603 году у селения Дегсастан сражение, в котором войско короля Берниции Этельфрита нанесло поражение войску короля Дал Риады Айдана. Одно из наиболее массовых по числу участников сражений англосаксонского периода истории Великобритании.

## Описание

### Место сражения
О сражении при Дегсастане («камне Дегсы»; др.-англ. Degstan) сообщается в нескольких средневековых исторических источниках: в «Церковной истории народа англов» Беды Достопочтенного, «Англосаксонской хронике» и ирландских анналах. Однако краткость этих свидетельств не позволяет точно установить место проведения битвы. В качестве возможных вариантов рассматриваются современные населённые пункты Доустон-Ригг в Лотиане, Тикстон в Нортамберленде и Доустейн (вблизи Джедборо).

### Предыстория
С момента своего восшествия на престол Берниции в 593 году Этельфрит начал вести завоевательные войны. Основной его целью были расположенные к северу от его владений земли королевств Дал Риада и Фортриу, и находившиеся к востоку области, принадлежавшие правителям Регеда, Стратклайда и Гододина. К 603 году король Берниции уже имел большой опыт военных действий против скоттов и бриттов. По словам Беды Достопочтенного, «сильнейший и славнейший король Эдильфрид … теснил бриттов сильнее, чем прочие правители англов». Среди битв, предшествовавших сражению при Дегсастане, наиболее крупной была битва при Катраете. Победу в ней большинство современных исследователей приписывает англам, но существует и мнение о том, что те потерпели от бриттов поражение.
По свидетельству Беды Достопочтенного, желая положить окончательный конец нападениям англосаксов на свои владения, король Дал Риады Айдан в 603 году собрал большое войско, превосходившее войско Этельфрита. Примерная численность войска Аэдана оценивается в более чем 2000 воинов. Вероятно, войско далриадского правителя состояло не только из подвластных ему скоттов, но включало в себя и отряды союзных ему бриттов из Стратклайда и ирландцев. С этим войском король Айдан и вторгся во владения Этельфрита.

### Ход сражения
Неизвестно, участвовал ли лично в сражении при Дегсастане король Этельфрит: средневековые источники позволяют лишь предполагать такую возможность. В одном из изводов «Англосаксонской хроники» сообщается, что «во главе войска там был Херинг, сын Хуссы». Этот текст не позволяет точно выяснить, на чьей стороне сражался сын бывшего короля Берниции. По одному мнению, он был среди военачальников короля Этельфрита, так как известно, что армией Дал Риады командовал Айдан. По другому мнению, Херинг был врагом Этельфрита, лишившего его права овладеть престолом своего отца. Предполагается, что Айдан намеревался не только нанести Этельфриту поражение в сражении, но и, возможно, возвести своего союзника Херинга на берницийский престол.
Хотя в средневековых исторических источниках подробности битвы почти не упоминаются, современные историки предпринимают попытки реконструировать её ход. По их предположению, основные силы скоттов и бриттов во главе с королём Айданом, находились в центре. Правый фланг войска короля Дал Риады составляли ирландцы под командованием Маэл Умая мак Баэтайна, брата верховного короля Ирландии Колмана Вычислителя; левый — бриттская конница. Напротив ирландцев располагался отряд брата короля Этельфрита; в центре, на возвышенности — главные силы англов; на правом фланге — метатели дротиков. Позади основного войска англов находился резерв, а отряд лучников прикрывал левый фланг дружины брата короля Берниции.
На основании свидетельств кельтских источников о других раннесредневековых сражениях, предполагается, что Айдан попытался охватить с флангов стоявшее на возвышенности войско англов. Это ему частично удалось, однако в результате удара, нанесённого военачальниками англов в центр войска скоттов и бриттов, строй воинов Айдана был опрокинут. Вслед за этим разгромлены были и союзники короля Дал Риады.
В результате сражения при Дегсастане король Айдан потерпел сокрушительное поражение. Бо́льшая часть его воинов пала на поле боя. Самому же королю удалось бежать.
По мнению ряда историков, в битве погибли и два сына Айдана, Бран и Домангарт. Однако недостаточная подробность свидетельств об этом событии, содержащихся в «Анналах Тигернаха» и написанном Адамнаном житии святого Колумбы, позволяет сделать предположение о том, что сыновья далриадского правителя могли пасть и во время какого-нибудь другого вооружённого конфликта.
Хотя англы и понесли большие потери, историки считают единственным значительным успехом бриттов в сражении при Дегсастане убийство брата Этельфрита, погибшего вместе со всей своей дружиной. Беда Достопочтенный именует погибшего принца Теодбальдом, а ирландские анналы Энфритом. В анналах сообщается, что убийцей брата короля Нортумбрии был ирландец Маэл Умай мак Баэтайн из рода Кенел Эогайн. В одном из средневековых источников ошибочно сообщается о том, что и сам Маэл Умай пал на поле боя, однако, в действительности, он сумел спастись бегством. По данным ирландских анналов, Маэл Умай скончался в 608 или в 610 году.

### Итоги
Сражение при Дегсастане стало последним крупным вооружённым конфликтом между скоттами и нортубрийцами в ходе англосаксонского завоевания Британии. По свидетельству Беды Достопочтенного, писавшего в первой трети VIII века, «с того времени и до нынешнего дня ни один король скоттов в Британии не осмеливался воевать с народом англов». Упоминание о сражении при Дегсастане в таком контексте свидетельствует, что и во времена Беды эта битва рассматривалась англосаксами как великая победа, сыгравшая значительную роль в их истории.
Современные историки связывают это с тем, что, несмотря на поражение, королевство Дал Риада оставалось ещё достаточно сильным, чтобы оказывать правителям Нортумбрии упорное сопротивление. Вероятно, дальнейшее противостояние с сильным соперником не входило в планы Этельфрита. С того времени политика правителя Нортумбрии была направлена на овладение территориями, находившимися к югу и востоку от его владений. Здесь уже вскоре он достиг значительных успехов: разгромив войско бриттов в битве при Честере, Этельфрит присоединил к своим владениям земли вплоть до рек Хамбер и Трент.
В свою очередь, не имея возможности расширить подконтрольные территории на юг, правители Дал Риады повели экспансию на находившиеся к востоку земли Фортриу. Этот начавшийся после сражения при Дегсастане процесс завершился в первой половине IX века созданием единого королевства скоттов и пиктов — будущей Шотландии.